# Robert Münzel

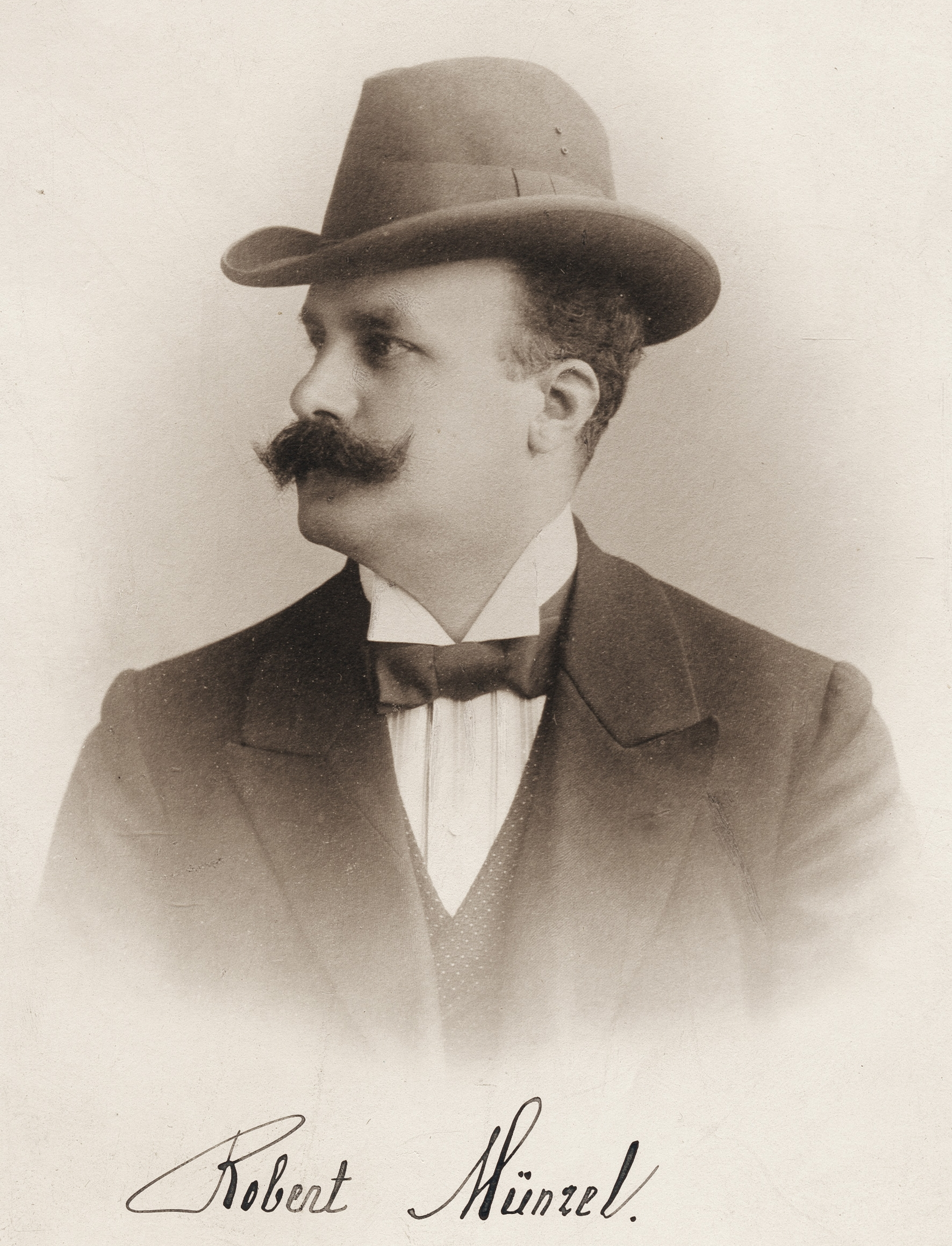
Robert Münzel

Robert Münzel, 1905 porträtiert von Rudolf Dührkoop

Robert Münzel (* 12. September 1859 in Wiesbaden; † 11. Juli 1917 in Hamburg) war ein deutscher klassischer Philologe und Bibliothekar.

## Leben und Wirken

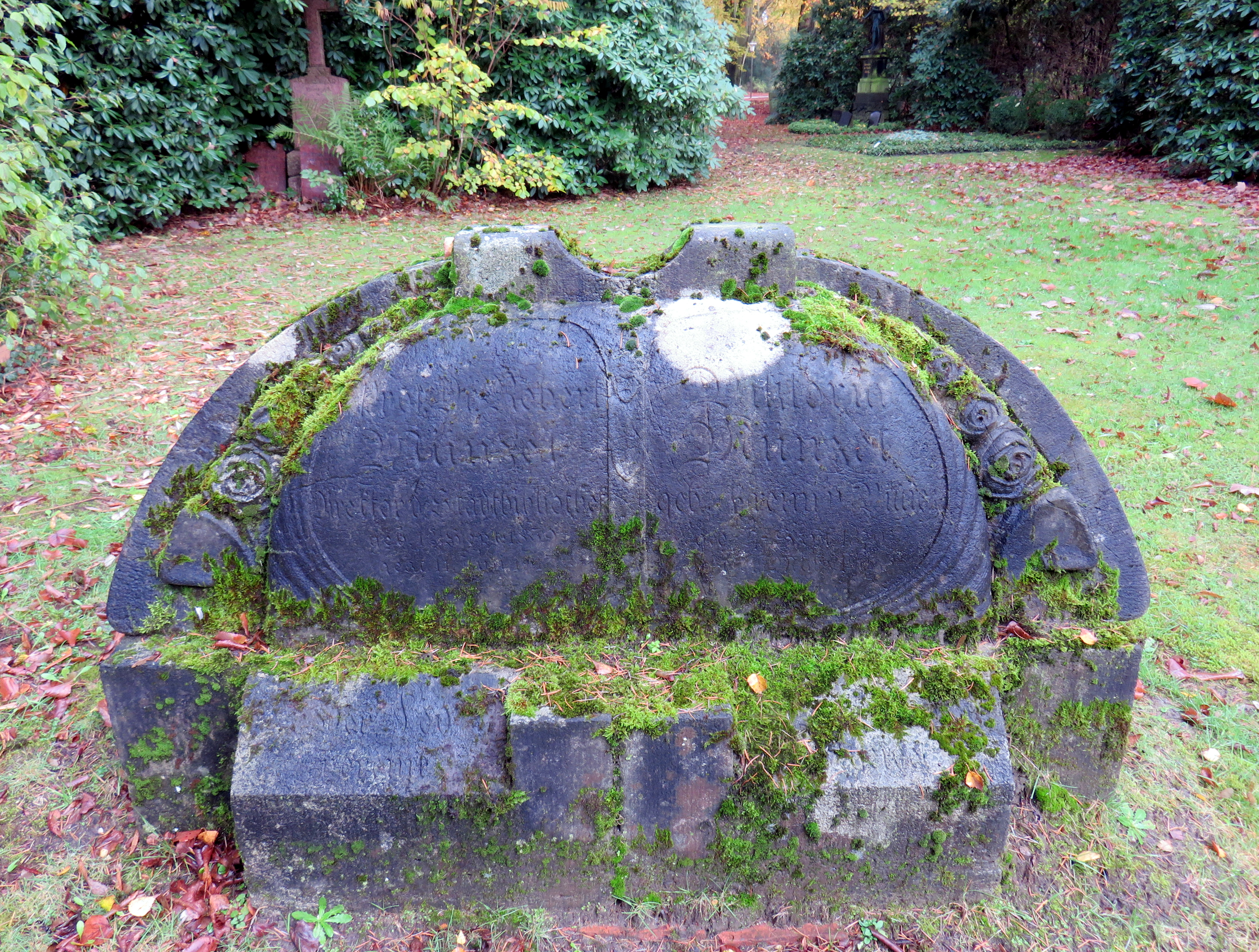
Grab Robert Münzel auf dem Ohlsdorfer Friedhof

Robert Münzel absolvierte das Abitur in seiner Geburtsstadt Wiesbaden. Von 1878 bis 1883 studierte er klassische Philologie und Geschichte an der Universität Bonn. Nach der Promotion 1883 bestand er ein Jahr später die Lehramtsprüfung und arbeitete zunächst als Volontär, ab 1885 als Assistent an der Bonner Universität. Ab 1888 war er für die Königliche Universität in Berlin tätig und erhielt 1891 einen Ruf zum stellvertretenden Direktor der Universitätsbibliothek Marburg. 1900 ging er zurück nach Berlin, wo er zum stellvertretenden Direktor der Universitätsbibliothek Berlin ernannt wurde.
1902 wechselte Münzel, insbesondere auf Initiative Werner von Melles, an die Stadtbibliothek Hamburg. Hier wirkte er als Direktor bis an sein Lebensende 1917. Da er ausgesprochen gut organisieren konnte, nahm er in der Bibliothek viele Veränderungen vor und leistete die Vorarbeiten für die Umwandlung der Bibliothek in eine Universitätsbibliothek. Münzel verbesserte die Bibliothekskataloge, setzte mit den Hamburgensien neue thematische Schwerpunkte, legte die Papyrussammlung an und kuratierte Ausstellungen, die viel Beachtung fanden. In Kultur und Wissenschaft galt Münzel als hoch angesehen. Er beteiligte sich in zahlreichen Gremien und Kreisen und hatte 1908 entscheidenden Anteil an der Gründung der Gesellschaft der Bücherfreunde zu Hamburg.
Während des Ersten Weltkriegs diente Münzel als Hauptmann der Landwehr.
Robert Münzel fand seine letzte Ruhe auf dem Hamburger Friedhof Ohlsdorf im Planquadrat AG 25 nordöstlich von Kapelle 7.

## Schriften (Auswahl)
- De Apollodori περὶ θεῶν libris. Bonn 1883 (Dissertation)
- Quaestiones mythographae. Berlin 1883
- Das italienische Bibliotheks-Reglement vom Jahre 1885. In: Zentralblatt für Bibliothekswesen, Jg. 7 (1890), S. 223–244 (online).
- Katalog der Klopstock-Ausstellung der Stadtbibliothek zu Hamburg: Zum 14. März 1903. Hamburg 1903